# Aubrey de Grey

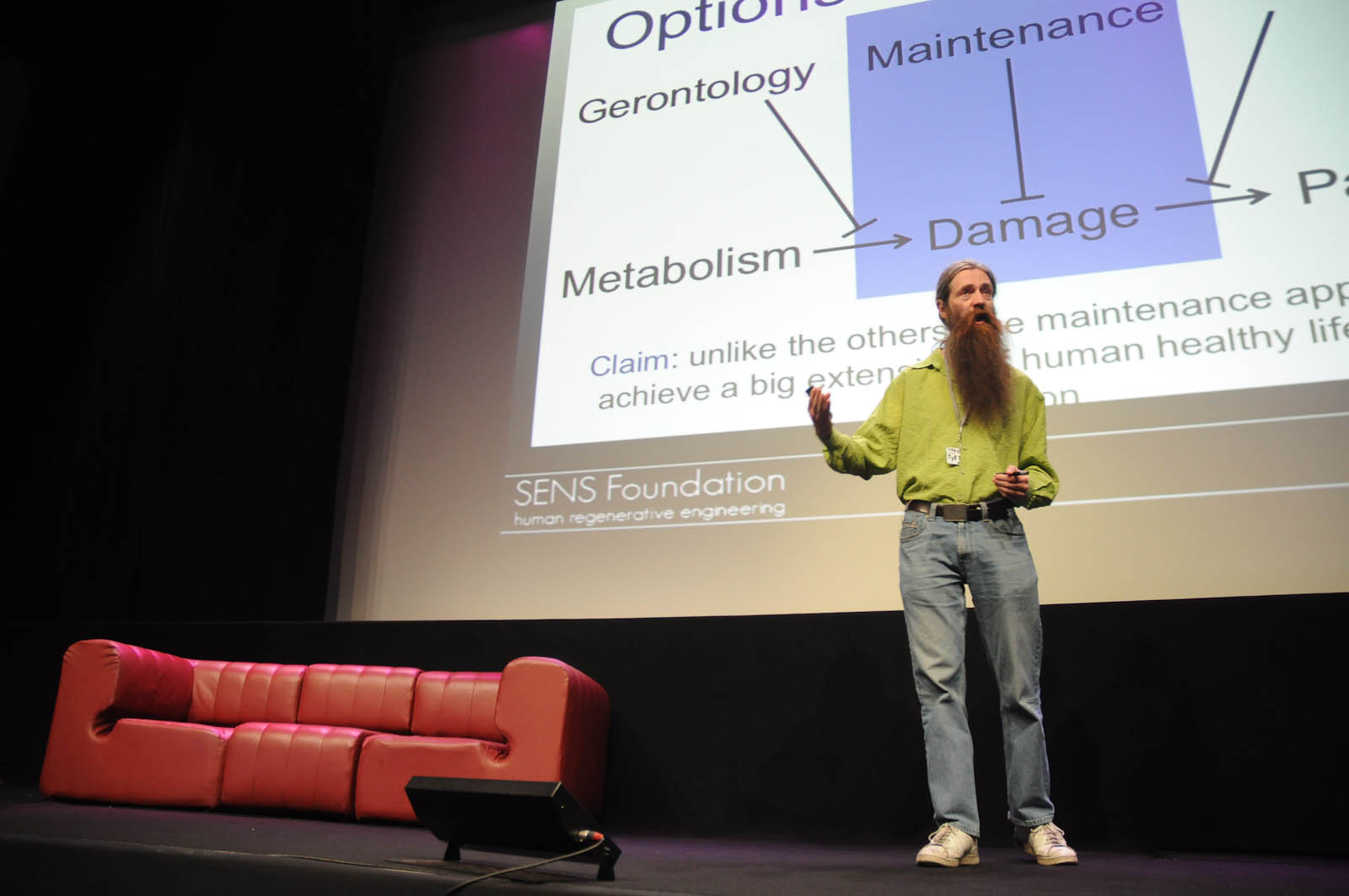
Aubrey de Grey förklarar SENS strategin på en föreläsning 2010

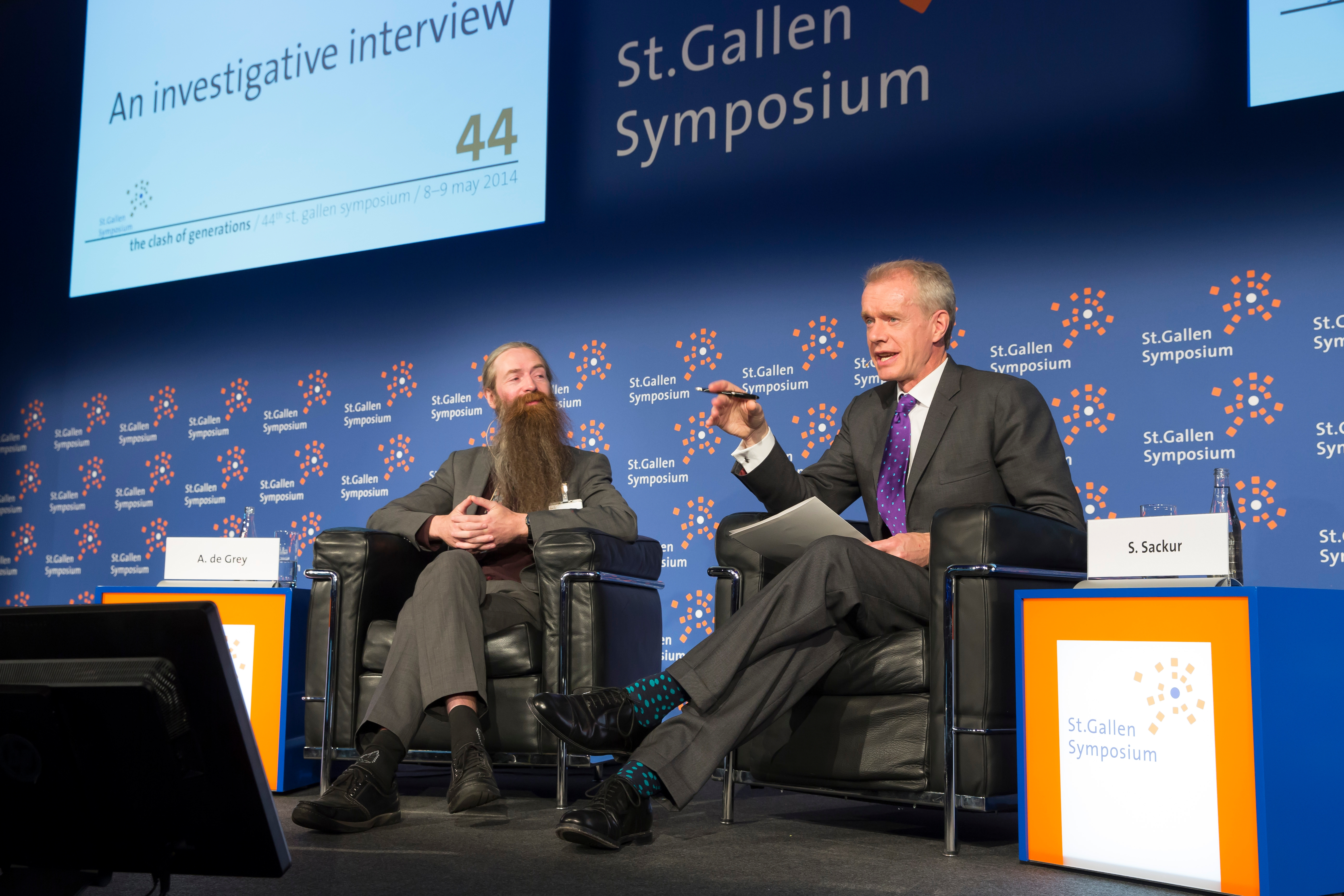
Aubrey de Grey under en intervju med Stephen Sackur på St. Gallen Symposium 2014

Aubrey de Grey, född 20 april 1963, är en engelsk författare och gerontolog, mest känd för sitt mål och arbete med att bekämpa åldrandet.
Han var fram till 2021 forskningschef för SENS Research Foundation samt redaktör och chefredaktör för den akademiska tidskriften Rejuvenation Research och författare av The Mitochondrial Free Radical Theory of Aging såväl som medförfattare av Ending Aging. Han är känd för sin uppfattning att medicinteknik kommer att kunna möjliggöra människor som lever idag att leva i obestämd tid.

## Tidigt liv och utbildning
De Gray föddes den 20 april 1963 och växte upp i London, England. Han berättade för The Observer att han aldrig kände sin far och att hans mamma Cordelia, en konstnär, uppmuntrade honom inom de områden där hon själv var svagast: vetenskap och matematik. De Gray utbildades vid Sussex House School och Harrow School. Han gick på universitetet i Trinity Hall, Cambridge, och tog examen med en BA i datavetenskap 1985.

## Karriär
Efter examen 1985 började de Gray hos Sinclair Research som forskare och mjukvaruingenjör inom artificiell intelligens (AI). 1986, tillsammans med SRL-kollegan Aaron Turner, var han med och grundade Man-Made Minions Ltd. för att fortsätta utvecklingen av en automatiserad formell programverifierare. På en examensfest i Cambridge träffade de Gray fruktflugegenetikern Adelaide Carpenter, som han skulle gifta sig med 1991. Genom henne introducerades han till skärningspunkten mellan biologi och programmering när hennes chef behövde någon som kunde datorer och biologi för att ta över driften av en databas om fruktflugor. I början av 1990-talet bytte han fält från AI-forskning till biomedicinsk gerontologi, efter att ha insett att "biologer i stort sett inte var särskilt intresserade av att göra något åt åldrandet". Han utbildade sig i biologi genom att läsa tidskrifter och läroböcker, delta i konferenser och undervisas av professor Carpenter. Från 1992 till 2006 var han ansvarig för mjukvaruutveckling vid universitetets genetikavdelning för den genetiska databasen FlyBase.
Cambridge tilldelade de Gray en Ph.D. genom publicering i biologi den 9 december 2000. Graden baserades på hans bok The Mitochondrial Free Radical Theory of Aging från 1999, där de Gray skrev att undanröja skador på mitokondriellt DNA i sig kan förlänga livslängden avsevärt, även om han sa att det var mer troligt att kumulativ skada på mitokondrierna är en betydande orsak till den enda dominerande orsaken, men inte den enda dominerande orsaken.

### Strategier
År 2005 hävdade de Grey att den mesta av den grundläggande kunskap som krävs för att utveckla effektiv anti-agingmedicin redan existerar, och att vetenskapen ligger före finansieringen. Han beskrev sitt arbete som att identifiera och främja specifika teknologiska metoder för att reversera olika aspekter av åldrande, eller som han uttrycker det, "... den uppsättning ackumulerade bieffekter från ämnesomsättningen som till slut dödar oss."
Aubrey de Grey förklarar SENS-metoden i ett föredrag 2010
Från och med 2005 fokuserade de Greys arbete på en detaljerad plan kallad strategies for engineered negligible senescence (SENS), som syftar till att förebygga åldersrelaterad fysisk och kognitiv försämring. I mars 2009 var han med och grundade SENS Research Foundation (kallad SENS Foundation fram till början av 2013), en ideell organisation baserad i Kalifornien, USA, där han tjänstgjorde som vetenskaplig chef fram till 2021. Stiftelsen "arbetar för att utveckla, främja och säkerställa bred tillgång till regenerativ medicin för att bekämpa de funktionsnedsättningar och sjukdomar som följer med åldrandet", med fokus på SENS-strategierna. Före mars 2009 bedrevs SENS-forskningsprogrammet huvudsakligen av Methuselah Foundation, som de Grey också var med och grundade.
En av de största aktiviteterna inom Methuselah Foundation är Methuselah Mouse Prize, ett pris som syftar till att uppmuntra forskning kring effektiva metoder för livsförlängning genom att belöna forskare ekonomiskt för att förlänga mössens livslängd till tidigare osedda nivåer. De Grey sade i mars 2005: "Om vi ska kunna utveckla verkliga regenerativa behandlingar som gynnar inte bara framtida generationer, utan oss som lever idag, måste vi uppmuntra forskare att arbeta med åldrandets problem." Prissumman nådde 4,2 miljoner US-dollar i februari 2007.
År 2007 skrev de Grey boken Ending Aging med hjälp av Michael Rae.
I ett TV-program från 2008 på den fransk-tyska kanalen Arte hävdade de Grey att den första människan som kommer att leva i 1 000 år troligen redan är född, och kan till och med vara mellan 50 och 60 år gammal.
År 2012 ärvde de Grey över 16 miljoner amerikanska dollar, varav 13 miljoner donerades till SENS Research Foundation.
Aubrey de Grey under en intervju med Stephen Sackur vid St. Gallen Symposium 2014
År 2022 startade de Grey Longevity Escape Velocity Foundation, som finansierade och lanserade ett projekt med fokus på robust föryngring hos möss.

### Matematik
Den 8 april 2018 lade de Grey upp en vetenskaplig artikel på arXiv där han explicit konstruerade en graf i planet med enhetsavstånd som inte kan färgläggas med färre än fem färger. Detta höjde det tidigare kända undre gränsvärdet med ett och markerade det första framsteget i problemet på över 60 år. Den tidigare undre gränsen på fyra färger härstammade från problemets ursprungliga formulering år 1950 av Hugo Hadwiger och Edward Nelson. De Greys graf har 1581 noder (hörn), men har sedan dess reducerats till 510 av oberoende forskare.

### AgeX Therapeutics
De Grey var tidigare vice ordförande för ny teknologiupptäckt (Vice President of New Technology Discovery) vid AgeX Therapeutics, ett startupföretag inom området för livslängdsforskning som leds av Michael D. West. Han utsågs till positionen inom företaget i juli 2017.

### Xenokatabolism
Xenokatabolism är ett begrepp inom medicinsk bioremediering som bygger på att man introducerar mikrobiella enzymer i kroppen, vilka bryter ner sjukdomsrelaterade aggregat i lysosomer, cytosol (cellvätska) och utanför cellerna. Termen, som även kallas xenohydrolys, myntades av Aubrey de Grey, med inspiration från tidigare forskning.
De Grey föreslog att det finns mikrober som lever av ämnen som amyloid, kolesterol och liknande substanser på platser där det finns mycket mänskliga kvarlevor, till exempel kyrkogårdar. Detta bygger på den så kallade hypotesen om mikrobiell ofelbarhet (microbial infallibility hypothesis). Han menar att "ett biomedicinskt angreppssätt vore att identifiera den genetiska grunden för denna förmåga, och att föra in ett eller två av dessa gener i oss själva, för att därigenom förbättra vår egen förmåga att bryta ner sådana ämnen – och på så sätt bli av med sådant som vi naturligt inte kan bryta ner".
För att ge idén mer trovärdighet genomförde de Grey ett experiment där han använde jord från en kyrkogård och tog bakterier därifrån. Han använde lipofuscin – "en av de viktigaste substanserna som ansamlas och inte kan brytas ner i kroppen" – och fann att vissa av bakterierna kunde bryta ner detta ämne, vilket gav stöd åt hypotesen.
De Grey presenterade denna teori den 29 maj 2007 under ett föredrag på Google TechTalks i Googles högkvarter, Googleplex.

## Åsikter

### Framtiden för anti-agingmedicin
De Grey tror att medicinsk teknologi i framtiden kan göra det möjligt för människor som lever idag att inte dö av åldersrelaterade orsaker.
Han myntade termen Methuselarity, som han definierar som den punkt då medicinska behandlingar föryngrar människor tillräckligt mycket för att de ska kunna leva hälsosamt tills nästa förbättrade generation av föryngringsbioteknik kommer – och så vidare, i all oändlighet.
Enligt de Grey är detta likvärdigt med det som kallas longevity escape velocity – alltså den minsta takt i vilken dessa behandlingar måste förbättras för att människor inte ska drabbas av åldersrelaterad ohälsa, oavsett ålder.
År 2022 sade han att det finns 50 % chans att detta genombrott bara är 15 år bort.
De Grey anser dock att den fatalistiska inställningen till åldrande i samhället, som han ser det, är ett hinder för den snabba utvecklingen av anti-agingmedicin. Han kallar detta fenomen för "pro-aging trance" (ungefär: föråldrings-trans).

### Debatt i Technology Review
År 2005 utlyste MIT Technology Review, i samarbete med Methuselah Foundation, ett pris på 20 000 USD till den molekylärbiolog som kunde visa att SENS var "så felaktigt att det inte förtjänade en seriös vetenskaplig debatt". Juryn bestod av Rodney Brooks, Anita Goel, Vikram Sheel Kumar, Nathan Myhrvold och Craig Venter.
Fem bidrag skickades in, varav tre uppfyllde tävlingsvillkoren. De Grey skrev ett bemötande till varje bidrag, och deltagarna svarade i sin tur på dessa. Domarna konstaterade att ingen av utmanarna lyckades motbevisa SENS, men tidskriften ansåg att Preston Esteps inlägg var särskilt välformulerat och tilldelade honom 10 000 USD.
Domarna noterade också att "förespråkarna för SENS inte har lagt fram ett övertygande fall", och att många av förslagen inte kunde verifieras med dagens vetenskap och teknik. Slutsatsen blev att "SENS inte övertygar många kunniga forskare – men det är inte heller bevisligen fel".
Kritikerna riktade särskild uppmärksamhet mot tre föreslagna terapier:
- Radering av telomeras i kroppsceller (somatiska celler)
- Genmodifiering av mitokondriens DNA
- Användning av transgena mikrobiella hydrolaser

### Redaktionell kritik från MIT Technology Review
Senare under 2005 publicerades en kritisk ledarartikel i MIT Technology Review där de Grey anklagades för att förenkla anti-aging som vetenskapligt mål och för att inte ta tillräcklig hänsyn till de etiska och moraliska aspekterna av åldringsforskning.

### EMBO Reports
En artikel i EMBO Reports 2005, skriven av 28 forskare, hävdade att inga av de Greys hypoteser "någonsin har visat sig förlänga livslängden hos något organismer, än mindre människor".
SENS Research Foundation, som de Grey var med och grundade, erkände detta och sade:
"Om du vill vända åldrandets skador just nu är det enkla svaret tyvärr att du inte kan."
De Grey argumenterade vidare att detta avslöjar en allvarlig kunskapsklyfta mellan grundforskare och teknikutvecklare – och mellan biologer som studerar åldrande och de som fokuserar på regenerativ medicin. SENS Research Foundations vetenskapliga rådgivande kommitté, bestående av 31 medlemmar, skrev under ett uttalande där de uttryckte att SENS-strategin är plausibel.
År 2021 visade det amerikanska National Institute on Aging (NIA), en del av National Institutes of Health (NIH), upp ett SENS-projekt och gav forskningsbidrag till det.

### Framtiden för arbete
Enligt de Grey kommer automation i framtiden att ta över de flesta jobb. Han anser också att införandet av basinkomst kommer att bli nödvändigt för att skapa "ett nytt sätt att fördela rikedomar som inte bygger på att man får betalt för att göra saker man annars inte skulle göra".

### Kryonik
De Grey är anhängare av kryonik och har skrivit upp sig hos Alcor. När han i en intervju fick frågan om sin syn på kryonik svarade han:
"Det är en total tragedi att kryonik fortfarande är ett så bortglömt område, och att majoriteten av människor fortfarande tror att det aldrig kommer att fungera." Han menar att om människor förstod tekniken bättre, skulle mer forskning göras för att förbättra kryopreservering, och fler skulle få en chans till fortsatt liv.

### Sexuella trakasserier och efterspel
I augusti 2021 blev de Grey tillfälligt avstängd från SENS Research Foundation (SRF) efter anklagelser om sexuella trakasserier från två kvinnor.
Båda kvinnorna beskrev situationer där han uttryckligen pratade med dem om sex. Enligt Laura Haliouas uppgifter ska han ha sagt att det var hennes ansvar att sova med SENS-donatorer för att uppmuntra ekonomiska bidrag. Alexandra Deming var 17 år när de Grey, enligt henne, sa att han ville prata med henne om sitt "äventyrliga kärleksliv". Deming uppgav senare att när hon insåg att detta inte var ett enstaka fall blev hon "arg över att Aubrey betett sig olämpligt mot fler kvinnor, att många i gemenskapen visste om det – och att ingen gjorde något". SRF:s styrelse beslutade att avskeda de Grey som vetenskaplig chef och avslutade alla band med honom, efter uppgifter om att han försökt påverka utredningen.
En oberoende utredare slog fast att de Grey gjort olämpliga uttalanden till både Deming och Halioua. Utredaren fann även att de Greys försök att kontakta Halioua via en tredje part utgjorde otillbörlig påverkan, även om de Grey hävdade att han trodde att utredningen redan var avslutad. Flera andra anklagelser mot de Grey kunde dock inte styrkas. I mars 2022 gick SRF ut med ett uttalande där man bekräftade att även om de Greys beteende visade på dåligt omdöme och gränsöverskridande handlingar, så var han inte en sexförbrytare.

### Rättsprocesser och följder
De Greys avsked från SRF fick tre stora donatorer att ställa SRF inför rätta för bedrägeri. De hävdade att SRF-styrelsen redan i juli 2021 planerade att avlägsna de Grey, men att detta hölls hemligt. De menade att de inte skulle ha donerat om de vetat att de Grey inte längre skulle ansvara för medlens användning. Målet avslutades genom förlikning inom tre månader och gick aldrig till offentlig rättegång. Villkoren för uppgörelsen offentliggjordes inte, men de Grey har sagt att hans nya organisation, LEV Foundation, bildades "som en följd" av detta. Ett annat liknande mål lämnades in av donatorn April Okita den 21 november 2024.